# Bambis
Die Bambis waren eine österreichische Schlagerband. Sie bestand aus den zwei bayrischen Musikern Georg „Mandy“ Oswald (* 1935 in Rosenheim; † 28. März 2023 in Wien) und Conny Fuchsberger sowie den beiden Wiener Musikern Hannes Schlader und Peter Holzer. Sie traten hauptsächlich in den 1960er-Jahren auf. In dieser Zeit bauten sie in der Annagasse das ehemalige Tanzlokal „Tabarin“ um und betrieben es unter dem Namen „Tenne“ bis 2004 (im St. Annahof).
Ihre beiden größten Erfolge waren Melancholie und Nur ein Bild von Dir.

## Diskografie (Auswahl)

### Studioalben
| Jahr | Titel                           | Höchstplatzierung, Gesamtwochen/‑monate, AuszeichnungChartplatzierungen (Jahr, Titel, Platzierungen, Wochen/Monate, Auszeichnungen, Anmerkungen) | Höchstplatzierung, Gesamtwochen/‑monate, AuszeichnungChartplatzierungen (Jahr, Titel, Platzierungen, Wochen/Monate, Auszeichnungen, Anmerkungen) | Anmerkungen                         |
| Jahr | Titel                           | DE | AT | Anmerkungen                         |
| ---- | ------------------------------- | --- | --- | ----------------------------------- |
| 1977 | Die Bambis                      | — | AT25 (1 Mt.)AT | Erstveröffentlichung: Oktober 1977  |
| 1983 | 25 Jahre – Ihre größten Erfolge | — | AT1 (3½ Mt.)AT | Erstveröffentlichung: November 1983 |

### Singles
| Jahr | Titel Album                         | Höchstplatzierung, Gesamtwochen/‑monate, AuszeichnungChartplatzierungen (Jahr, Titel, Album, Platzierungen, Wochen/Monate, Auszeichnungen, Anmerkungen) | Höchstplatzierung, Gesamtwochen/‑monate, AuszeichnungChartplatzierungen (Jahr, Titel, Album, Platzierungen, Wochen/Monate, Auszeichnungen, Anmerkungen) | Anmerkungen                         |
| Jahr | Titel Album                         | DE | AT | Anmerkungen                         |
| ---- | ----------------------------------- | --- | --- | ----------------------------------- |
| 1965 | Melancholie Die Bambis              | DE30 (½ Mt.)DE | — | Erstveröffentlichung: Februar 1965  |
| 1965 | Es war nur eine Liebelei Die Bambis | — | AT6 (2 Mt.)AT | Erstveröffentlichung: März 1965     |
| 1965 | Nur ein Bild von dir Die Bambis     | — | AT2 (3 Mt.)AT | Erstveröffentlichung: Dezember 1965 |
| 1967 | Sommertraum Die Bambis              | — | AT5 (1 Mt.)AT | Erstveröffentlichung: Februar 1967  |